# Lepthyphantes kansuensis
Lepthyphantes kansuensis är en spindelart som beskrevs av Schenkel 1936. Lepthyphantes kansuensis ingår i släktet Lepthyphantes och familjen täckvävarspindlar. Inga underarter finns listade i Catalogue of Life.